# Pallacanestro Cantù 1985-1986
Questa voce raccoglie le informazioni riguardanti la Pallacanestro Cantù nelle competizioni ufficiali della stagione 1985-1986.

## Stagione
La stagione 1985-1986 della Pallacanestro Cantù sponsorizzata Arexons, è la 31ª nel massimo campionato italiano di pallacanestro, la Serie A1.
Con il risultato della stagione precedente, la Pallacanestro Cantù non ottenne il diritto a partecipare alle competizioni europee, cosa che invece era accaduta puntualmente dalla stagione 1972-1973 in poi. In questo modo gli sforzi vennero indirizzati verso il campionato al quale il presidente Aldo Allievi diede molta importanza per tentare di riportare fra le grandi Cantù.
Con questi auspici la Pallacanestro Cantù chiuse la stagione regolare in seconda posizione. Nei play offs, agli ottavi Cantù incontrò la Giomo Venezia che riuscirono a superare solo dopo tre partite, mentre nei quarti si trovò di fronte il Banco Roma. Una serie durata tre lunghe partite che alla fine vide trionfare i canturini. La semifinale mise in opposizione l'Arexons Cantù e la Mobilgirgi Caserta, seconda e terza classificata. Caserta ebbe la meglio sia a Cantù dopo un tempo supplementare che in casa che sancirono la conclusione di una stagione che aveva riportato la Pallacanestro Cantù ad alti livelli.

## Roster
|    | Naz.                   | Ruolo | Sportivo             |  |  |  | Note |
| -- | ---------------------- | ----- | -------------------- |  |  |  | ---- |
| 4  | Italia (bandiera)      | A     | Denis Innocentin     |  |  |  |      |
| 6  | Italia (bandiera)      | PG    | Umberto Cappelletti  |  |  |  |      |
| 7  | Italia (bandiera)      | P     | Corrado Fumagalli    |  |  |  |      |
| 8  | Italia (bandiera)      | AG    | Beppe Bosa           |  |  |  |      |
| 9  | Italia (bandiera)      | C     | Luigi Cagnazzo       |  |  |  |      |
| 10 | Stati Uniti (bandiera) | C     | Dan Gay              |  |  |  |      |
| 12 | Italia (bandiera)      | G     | Antonello Riva       |  |  |  |      |
| 14 | Italia (bandiera)      | P     | Pier Luigi Marzorati |  |  |  |      |
| 15 | Stati Uniti (bandiera) | C     | Richard Anderson     |  |  |  |      |
| 18 | Italia (bandiera)      | C     | Angelo Gilardi       |  |  |  |      |
| -  | Italia (bandiera)      |       | Floriano Camagni     |  |  |  |      |
| -  | Italia (bandiera)      |       | Filippo Cammarotta   |  |  |  |      |
| -  | Italia (bandiera)      |       | Davide Duzioni       |  |  |  |      |
| -  | Italia (bandiera)      | G     | Nicola Foschini      |  |  |  |      |
| -  | Italia (bandiera)      | A     | Enrico Milesi        |  |  |  |      |
| -  | Italia (bandiera)      |       | Molteni              |  |  |  |      |
| -  | Italia (bandiera)      |       | Andrea Pellegrini    |  |  |  |      |
|    | Italia (bandiera)      | ALL   | Carlo Recalcati      |  |  |  |      |

## Mercato
| Acquisti | Acquisti       | Acquisti            | Acquisti   |
| R.       | Nome           | da                  | Modalità   |
| -------- | -------------- | ------------------- | ---------- |
| C        | Luigi Cagnazzo | Amici Pall. Udinese | definitivo |
| C        | Dan Gay        | Sebastiani Rieti    | definitivo |

| Cessioni | Cessioni      | Cessioni            | Cessioni   |
| R.       | Nome          | a                   | Modalità   |
| -------- | ------------- | ------------------- | ---------- |
| AC       | Fausto Bargna | Olimpia Milano      | definitivo |
| AC       | Jim Brewer    |                     | ritirato   |
| A        | Antonio Sala  | Amici Pall. Udinese | prestito   |